# Orchestre de chambre

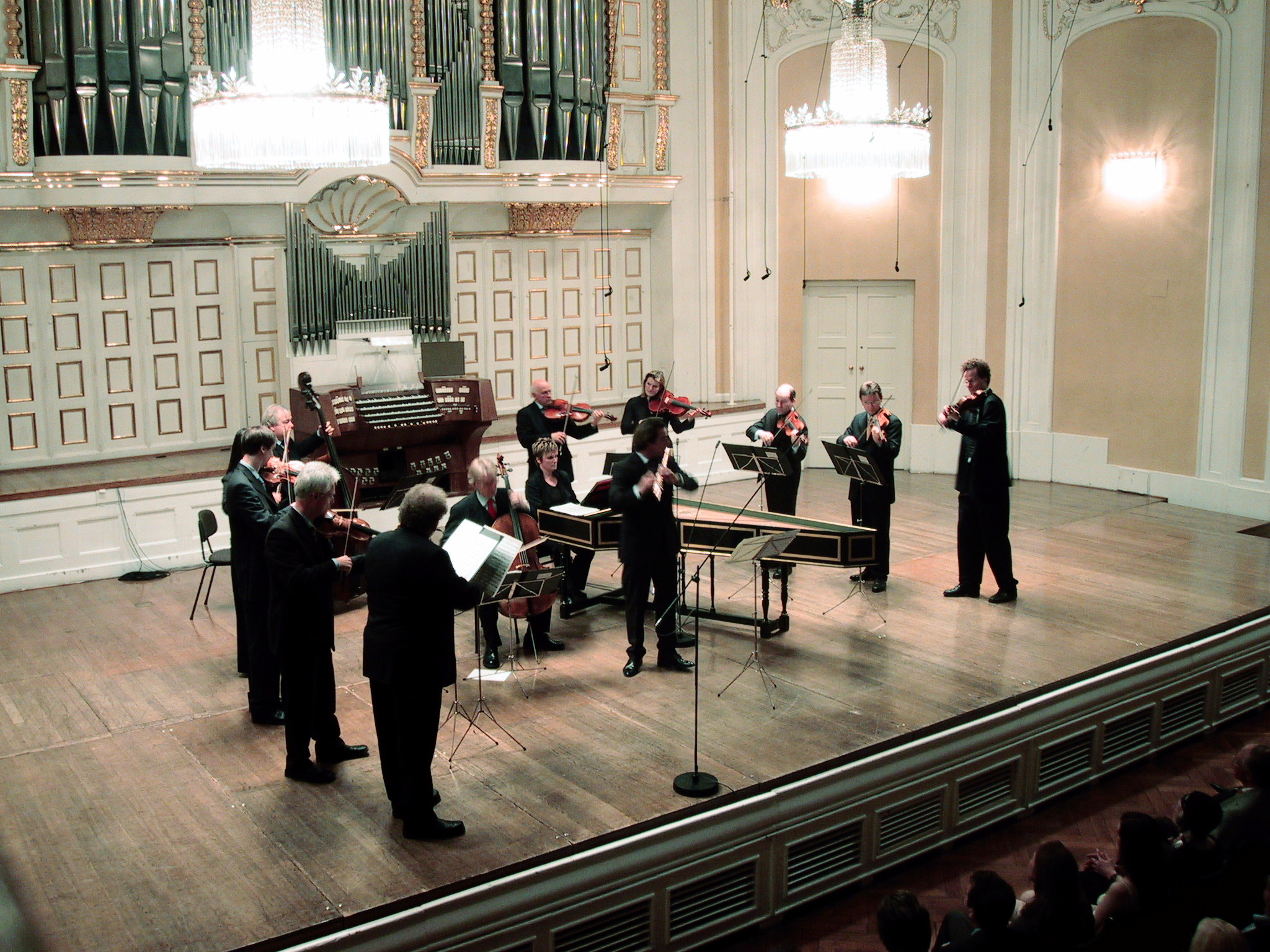
Un orchestre de chambre au Mozarteum de Salzbourg en 2005.

Dans la musique instrumentale classique, un orchestre de chambre est un orchestre de taille modeste — d'une trentaine de musiciens maximum — destiné aux œuvres du XVIIe au XXe siècle, n'exigeant pas un très grand nombre d'instrumentistes.

## Histoire
À la fin de la Renaissance, le terme « chambre » désigne toute formation qui est profane et hors du théâtre, quel que soit l'orchestre. Puis assez vite, le mot désigne tout orchestre d'une cour qu'il soit profane, de la chapelle et du théâtre. Selon l'acception moderne — l’ambiguïté du vocabulaire est une des difficultés de la définition — ce genre de formation n'appartient pas au domaine de la musique de chambre : néanmoins, on peut noter le caractère intimiste de ses prestations, souvent en lien avec le lieu de la représentation (des salons, des églises, ou, tout simplement, des salles de concert de dimensions réduites). Dans le traité d'instrumentation de H. Herpf (1935), se trouve la première définition de la notion de ce type d'orchestre : « un petit orchestre dont la composition peut être chaque fois modifiée selon la nature de la composition et ses exigences sonores » tout en précisant la difficulté de cerner le point de séparation entre la musique de chambre à gros effectifs (octuor, nonette...) et l'orchestre de chambre.
Le vocabulaire change à la fin du XVIIIe siècle : le terme musique de chambre prend le sens que nous lui connaissons. Il s'oppose ainsi à la musique pour orchestre symphonique et ne laisse aucune place à l'ancien orchestre de chambre. L'orchestre, pendant tout le XIXe siècle, s'enfle considérablement dans les périodes romantique et post-romantique. Les effectifs sont adaptés à des salles de plus grandes dimensions et à un répertoire spécifique.
La réinvention de l'orchestre de chambre est attribuée au début du XXe siècle, par Louis Fleury en 1929, principalement face aux circonstances d'ordre économique : « l'indisponibilité de la majorité des instrumentistes d'orchestre (appelés sous les drapeaux) et la monté continuelles des salaires ». Cependant, hormis le chef-d'œuvre et l'exceptionnel, Siegfried Idyll de Richard Wagner, le mouvement des compositeurs souhaitant revenir à une écriture symphonique plus sobre s’entame dans les vingt dernières années du XIXe siècle, avec la Suite Holberg (1884) de Grieg, la Suite en ré de D'Indy, Idylle (1887) pour cordes de Janáček, Le Carnaval des animaux (1887) à l'instrumentation très originale de Saint-Saëns, Zingaresca (1902) de Maurice Emmanuel (et plus tardivement la Suite française, 1935), la Sinfonietta pour petit orchestre de Max Reger (1905), la Suite pour Le Marchand de sable qui passe d'Albert Roussel, etc., qui tous accusent un infléchissement vers un orchestre différent de celui des classiques.
Les deux musiciens qui changent tout sont Schönberg et Stravinsky (L'Histoire du soldat 1918, Pulcinella 1922, Ragtime, Concerto pour piano, Suites pour petit orchestre, Dumbarton Oaks 1938, Concerto pour orchestre et cordes 1946, etc.),. Dans leurs sillages, l'orchestration avec une économie de moyen séduit nombre de musiciens : Florent Schmitt (la version originale de La Tragédie de Salomé, 1907), Korngold (Sinfonietta, 1911), Franz Schreker (Kammersinfonie, 1916 pour 23 solistes), Anton Webern (Quatre mélodies, avec 13 instruments), Villa-Lobos (Sinfonietta), Paul Hindemith (Lüstige Sinfonietta et les Kammermusik), Darius Milhaud (dix Symphonies pour petit orchestre 7 à 12 instruments), Arthur Honegger (Suite pour le dit des jeux du monde), Erik Satie (Socrate). D'autres compositeurs connus pour leur orchestre sur-développé, comme Richard Strauss, s'essayent dans Ariadne (1912) à concentrer leur écriture sur une petite formation tandis qu'Albert Roussel, dans Le Festin de l'araignée, se suffit de trente-deux instruments.
À Bâle, Paul Sacher avec son orchestre de chambre fondé en 1926, composé en moyenne de vingt à vingt-trois exécutants, donne une impulsion particulière à la création, commandant une centaine d'œuvres et ayant à son actif plus de deux cents créations : Béla Bartók (Musique pour cordes, percussion et célesta, 1937), Elliott Carter, Martinů (Double concerto pour cordes, piano et timbales, 1940), Casella, Honegger, Křenek, Witold Lutosławski, Frank Martin (Petite symphonie concertante, 1946...) et Stravinsky (Concerto en ré). À Zurich, il dirige aussi le Collegium musicum qui a créé les Métamorphoses de Richard Strauss en 1946, œuvre qui nécessite vingt-trois instruments à cordes.

## Répertoire
Le répertoire habituel de l'orchestre de chambre, peut être constitué de cantates, oratorios (partitions dans lesquelles l'orchestre accompagne le chant, choral ou soliste), etc. mais il peut aussi comporter des œuvres très diverses, conçues pour orchestre seul, telles que des suites (enchaînement de pièces, à l'origine ayant le caractère de la danse, et qui sont tirées ou non d'une œuvre plus importante).
L'orchestre de chambre est constitué de musiciens regroupés en pupitres : il ne s'agit pas d'un ensemble de solistes. Cependant certaines œuvres sont conçues pour des solistes, par exemple la Symphonie de chambre d'Arnold Schönberg pour quinze instrumentistes sans doublures. Le concept est alors relié à l'extension des formations de musique de chambre.

## Structure
L'orchestre de chambre est organisé autour du quatuor ou du quintette des cordes frottées : premiers violons (généralement au nombre de trois ou quatre), seconds violons (généralement trois), altos (deux), violoncelles (deux) et une contrebasse. Il est dirigé par un chef d'orchestre ou non.
- Lorsque la musique baroque est à son répertoire, les violoncelles et contrebasse se renforcent d'un clavecin et font partie de la basse continue.
- Il n'est pas rare d'y trouver quelques bois : flûtes, clarinettes, hautbois et bassons, le plus souvent par deux.
- Enfin, et selon les circonstances, quelques instruments d'appoint peuvent le cas échéant compléter la structure de base : cors, trompettes, parfois des timbales...